# Horváth Dávid (fotóművész)
Horváth Dávid (Kiskunlacháza, 1948. december 21. – 2017. január 31.) fotóművész, fotóriporter.

## Élete
1982-ben a Magyar Fotóművészek Szövetsége, valamint Fiatal Fotóművészek Stúdiójának az alapító tagja. 1983-tól tagja volt a Fotóriporterek Kamarájának. 1974-ben letette a fényképész szakmunkásvizsgát, elvégezte a MÚOSZ Újságíró Iskolát. Több helyen dolgozott, ezzel párhuzamosan 1967-től mint amatőr fényképész működött. 1971-ben a Fényszöv reklám-műszaki részlegén volt segédmunkás. 1974-től 1993-ig az Ország-Világnak volt a fotóriportere; 1995-től pedig az Esti Hírlapnál dolgozott, mint főmunkatárs. Sajtófotókat, illetve főként szociografikus jellegű fényképeket készít, képriportjai közül a legsikeresebbeket a munkások, a csövesek és a cigányok között készítette. 1981-ben nagyobb sorozatot készített a rockkoncertek világáról és a csövesekről. Kiváló az az anyaga is, mely a különböző vallások hazai hívőit dolgozza fel. A nagybaracskai szociofotós alkotótelepen is dolgozott.

## Családja
Felesége Valachi Anna író, gyermekeik: Bence és Vince.

## Egyéni kiállítások
- 1983 – Leltár, Liget Galéria, Budapest
- 2002 – Mágikus szemek,  Mai Manó Ház, Budapest
- 2009  – "Képes krónika a rendszerváltásról – ahogyan én láttam"  Újpesti Galéria – Budapest
- 2010 – Húsz év után. Országról, gxülekezetről  Békásmegyeri evangélikus templom – Budapest
- 2011 – Tekintetek, Cultiris galéria, Örkény István könyvesbolt

## Válogatott csoportos kiállítások
- 1982 – Második. A Fiatal Fotóművészek Stúdiója kiállítása, Magyar Nemzeti Galéria, Budapest
- 1983 – Ünnepnap, Fiatal Művészek Klubja, Budapest.

## Díjak
- Balogh Rudolf-díj, 2006.